# 최연성
최연성 (崔然星, 1983년 11월 5일 ~ )은 iloveoov 또는 KT.MGW)Quetrin라는 아이디를 사용하는, 전 SK텔레콤 T1 소속의 스타크래프트 프로게이머 출신 리그 오브 레전드 프로게임단 감독이다. 주종족은 테란이며, 임요환과 2003년부터 2007년 12월까지 SK텔레콤 T1에서 같이 활동하였다.
2008년 1월 샤워 도중 손목에 입은 가벼운 부상으로 인해 선수에서 코치로 전환, 은퇴를 결정하였으나 2008년 10월 28일 플레잉 코치로 보직을 변경하여 잠시동안 프로게이머 생활을 했다. 이미 같은 해 4월 30일, 프로게이머로 활동하던 시절 자신의 팬이었던 여성과 결혼을 발표한 바 있다. 또한 스타리그 최고령 우승 기록(만 22세 4개월)을 보유한 적도 있었으며 양대 리그 우승자 중 유일하게 준우승이 없다. 2008년 10월 28일부터 2011년 8월 27일까지 플레잉코치로 활동하였다. 2011년 12월 20일에 입대하여 상근예비역으로 복무를 마친 뒤 2013년 9월 17일에 제대하였다.
2013년 9월 26일 임요환 감독이 건강상의 이유로 사임, SK텔레콤 T1의 수석코치 겸 감독 대행으로 임명되었다.
2013년 11월 6일 SK텔레콤 T1의 감독으로 임명되었다.
2016년 10월 SK텔레콤 T1의 스타크래프트 II 종목 팀 해체로 무소속 신분이 되었다가 같은 해 11월 30일 아프리카 프릭스 리그 오브 레전드 프로게임단의 감독으로 선임되어 팀의 2018 LCK 스프링 준우승을 이끌었다.
2019년 5월 26일 아프리카 프릭스 게임단의 총감독으로 승격되었다.

## 개요

### 시대를 앞서간 빌드
그당시 본진플레이를 하였던 시점에서의 관념을 타파해 더블커맨드를 활용한 대량 물량 운영을 선보이며 수비형 테란의 앞서나간 빌드를 개척해냈다

### MSL 3연속 우승
2004 하나포스 센게임 MSL 결승전에서 당시 가장 강력한 테란이였던 이윤열과 결승에서 만났다. 당시 대부분의 전문가들은 케스파 랭킹 1위였던 이윤열의 승리를 예상하였다.
그러나 최연성은 앞서가는 물량과 힘으로 최고의 테란 대 테란전 명경기를 손보이며 3:2로 이윤열을 상대로 승리를 거두었다. 이 우승으로 최연성은 이전 대회인 TG삼보배MSL과 차기대회인 스프리스MSL까지 3연속 우승이라는 기록을 세우게 된다.

### 스타리그 결승 진출 좌절
최연성은 무대를 옮겨 질레트 스타리그 2004에도 진출하게 되었다. 스타리그에서도 엄청난 경기력으로 4강까지 올라가는 기염을 토했다.
여기서 당시 신예인 투신 박성준과 만나게 된다. 당시 MSL 2연속 우승과 저그전 승률 90%의 성적에도 불구하고 박성준에게 2:3으로 패, 스타리그 결승 진출 좌절을 맛봤다.

### 스타리그 첫 우승
MSL에서는 3연속 우승을 차지한 최연성이었지만 유독 온게임넷의 스타리그에서는 상대적으로 부진한 모습을 보였던 최연성은 EVER 스타리그 2004 본선에 올라가게 된다. 이 대회에서 8강 상대인 이윤열에게 2:1로 승리하였고 4강에선 박정석 3:2로 꺾으며 처음으로 스타리그 결승 진출을 기록했다. 결승전 상대는 같은팀 소속임 동시에 자신의 스승이었던 임요환이었다. 임요환과의 결승전 대결에서 최고의 명경기를 선보이며 3:2로 승리, 스타리그 첫 우승을 달성하였다,

### 갑작스럽게 찾아온 슬럼프와 부활의 신호탄
2004년 최고의 전성기를 만들었던 최연성 또한 슬럼프가 찾아왔다.
늘 결승문턱까지 가는 성적을보이던 최연성이 당신은 골프왕 MSL 2004 8강, 아이옵스 스타리그 04~05 16강, EVER 스타리그 2005 8강 등 아쉬운 모습을 여러차례 보이며 팬들 또한 '임요환, 이윤열과 똑같이 슬럼프를 극복하지 못하는구나'라는 소리까지 나올정도로 최연성답지 않은 성적을 기록했다.
하지만 2005년말 비공식 대회였던 CKCG 2005 스타크래프트 대회 결승전에 진출하며 당시 아이옵스 스타리그 우승자였던 이윤열을 2:1로 이기며 조금식 기량을회복, 부활을 알리기 시작하였다.

### 이중계약 논란
2005년 최연성에게도 프로게이머로써 위기가 찾아왔다. KTF 매직엔스와 SK텔레콤 T1 사이의 이중계약으로 인해 프로게이머 박탈이라는 중징계까지 몰렸다가 결국 '프로리그 2005 시즌 전기리그 출전 금지'의 징계를 받아 프로게이머로 활동할 수 없었다.

### 스타리그 2회 우승과 WCG 금메달
점차 기량이 회복하던 최연성은 우주닷컴 MSL 2005 4위, So 1 스타리그 2005 3위를 달성하였으나 CYON MSL 2005에선 마재윤에게 0-5관광을 당하며 3위를 기록하여 기세가 꺽이는 듯 했지만  프로리그 결승에서 변은종과 조용호를 완파했다.
또 신한은행 스타리그 2005에서 엄청난 경기력을 보여주며 부활을 알렸다. 8강에서 또 다시 만난 스승과 제자의 대결에서 임요환을 상대로 2:1로 승리하며 4강에 진출했다. 4강에서 신예 한동욱과 장기전 승부 끝에 3:2로 승리하며 스타리그 결승에 진출했다. 결승전에서는 투신 박성준을 상대로 3:0이라는 압도적인 스코어로 승리를 하며 질레트 스타리그 4강에 복수를 성공하면서 스타리그 2회 우승을 기록하게 되었다.
WCG 2006 스타크래프트 그랜드 파이널 결승전에서 또 다시 박성준을 만나 2:0으로 승리함으로써 금메달을 수상하게 되었다.

### 은퇴
2007년 갑작스럽게 찾아온 손목부상으로 인해 경기력이 하락하였으며 손목부상 이후 자신감도 떨어지며 프로게이머 데뷔 이후 최고의 위기를 맞았다.
2008년 1월 최연성은 은퇴를 선언하였고 팀의 코치로 활약하였다. 이후 잠시동안 플레잉 코치로 전환하여 경기에도 출전했다.

### 빌드 깎는 노인
최연성은 이후 SKT팀 코치로 활약했는데 그의 빌드는 프로토스 대 테란전의 T1빌드라는 유명한 빌드를 만들었다.
임요환, 최연성, 정명훈으로 이어지는 테란 라인에 당시 바이오닉에 미흡했던 정명훈과 레이트 메카닉이라는 혁명적인 빌드를 만들었다. 참고로 이 빌드는 정명훈 혼자서 만들었다는 말과 공동으로 만들었다는 말이 있는데 정명훈이 혼자서 만들었다고 해도 최연성의 코치가
있었음이 당연하므로 최연성의 영향이 있었다고 할 수 있다.
이런 여러 가지 빌드를 만들어 완성형 스타크래프트, 사실상 이영호라는 괴물을 만드는데에도 어느정도 일조 했다.
(당시에 테란 대 저그전은 테란의 초반부를 버티고 저그가 4가스를 어떻게든 먹으면 디파일러+울트라로 역전하는 경기가 나왔었다. '이영호vs김준영'다음스타리그 4강 참고
```
그랬던 저그전이 이 '레이트 메카닉'이라는 빌드 때문에 다시 테란이 후반부에도 밀리지 않고 저그를 압도하는 상성이 완성됐다. )
```

이런 최연성을 사람들은 '빌깍노' 빌드 깎는 노인이라고 부르게 되었다.

## 최종 전적
통산전적 (08.03.01 기준)
|             | 경기 | 승-패   | 승률  |
| ----------- | ---- | ------- | ----- |
| 대 테란     | 184  | 112–72  | 60.9% |
| 대 저그     | 178  | 124–54  | 69.7% |
| 대 프로토스 | 160  | 102–58  | 63.7% |
| 총합        | 522  | 338–184 | 64.8% |

## 주요 기록
메이져 개인리그 우승 5회
- 2003년 iTV 신인왕전 2003 우승 (3:0 차재욱)
- 2003년 TG삼보 MSL 2003 우승 (3:0 홍진호)
- 2004년 하나포스 센게임 MSL 2004 우승 (3:2 이윤열)
- 2004년 iTV 랭킹전 7차리그 준우승 (1:3 박성준)
- 2004년 질레트 스타리그 3위
- 2004년 스프리스 MSL 2004 우승 (3:2 박용욱)
- 2004년 EVER 스타리그 2004 우승 (3:2 임요환)
- 2004년 당신은 골프왕 MSL 2004 8강
- 2005년 아이옵스 스타리그 04~05 16강
- 2005년 UZOO MSL 2005 4위
- 2005년 EVER 스타리그 2005 8강
- 2005년 So1 스타리그 2005 3위
- 2005년 CKCG 2005 스타크래프트 부문 우승 (2:1 이윤열)
- 2005년 WEF 2005 스타크래프트 부문 준우승 (0:2)
- 2006년 신한은행 스타리그 2005 우승 (3:0 박성준)
- 2006년 CYON MSL 2005 3위
- 2006년 신한은행 스타리그 2006 시즌1 24강
- 2006년 프링글스 MSL 시즌1 8강
- 2006년 IEF 2006 스타크래프트 부문 준우승 (1:2 이윤열)
- 2006년 WCG 2006 스타크래프트 그랜드 파이널 우승 (2:0 박성준)
- 2007년 신한은행 스타리그 2006 시즌3 16강
- 2007년 Daum 스타리그 2007 16강
- 2007년 곰TV MSL 시즌2 16강
- 2007년 IEF 2007 스타크래프트 부문 3위
- 2007년 곰TV MSL 시즌3 16강
- 2008년 곰TV MSL 시즌4 32강
- 2009년 e스타즈 서울 2009 스타크래프트 헤리티지 본선 (기권)
- 2009년 IeSF 스타 인비테이셔널 클래식 8강
- 2012년 e스포츠 명예의 전당 헌액

### 팀단위 리그
- 2003년 KTF EVER 온게임넷 프로리그 우승 (동양 오리온)
- 2003년 KTF EVER 온게임넷 프로리그 신인왕
- 2003년 KTF EVER 온게임넷 프로리그 개인전 다승왕
- 2004년 LG IBM MBC게임 팀리그 우승 (4U)
- 2004년 SKY 프로리그 2004 1라운드 준우승 (SK 텔레콤 T1)
- 2004년 투싼배 MBC게임 팀리그 우승 (SK 텔레콤 T1)
- 2005년 SKY 프로리그 2005 전기리그 우승 (SK 텔레콤 T1)
- 2005년 SKY 프로리그 2005 후기리그 우승 (SK 텔레콤 T1)
- 2005년 SKY 프로리그 2005 그랜드 파이널 우승 (SK 텔레콤 T1)
- 2006년 SKY 프로리그 2006 전기리그 우승 (SK 텔레콤 T1)
- 2007년 SKY 프로리그 2006 그랜드 파이널 준우승 (SK 텔레콤 T1)
- 2009년 신한은행 프로리그 08-09 우승 (SK 텔레콤 T1)
- 2010년 신한은행 프로리그 09-10 준우승 (SK 텔레콤 T1)

### 협회 수상
- 2006년 2005 대한민국 e-SPORTS 대상 최우수 테란상
- 2006년 2005 대한민국 e-SPORTS 대상 최고의 물량상
- 2006년 2005 대한민국 e-SPORTS 대상 최다승 상 (공동)
- 2006년 2005 대한민국 e-SPORTS 대상 최우수 선수상
- 2015년 2015 대한민국 e스포츠 대상 스타크래프트 II 최우수 e스포츠 지도자상

### 코치, 감독 경력
- 2008년 7월 신한은행 프로리그 2008 3위
- 2008년 8월 경남-STX컵 마스터즈 2008 3위
- 2009년 3월 신한은행 위너스리그 08-09 4위
- 2009년 8월 신한은행 프로리그 08-09 우승
- 2009년 8월 경남-STX컵 마스터즈 2009 우승
- 2010년 8월 신한은행 프로리그 09-10 준우승
- 2010년 8월 경남-STX컵 마스터즈 2010 우승
- 2014년 2월 SK텔레콤 스타크래프트 II 프로리그 2014 1라운드 준우승
- 2014년 5월 SK텔레콤 스타크래프트 II 프로리그 2014 3라운드 우승
- 2014년 7월 SK텔레콤 스타크래프트 II 프로리그 2014 4라운드 준우승
- 2014년 8월 SK텔레콤 스타크래프트 II 프로리그 2014 감독상
- 2014년 8월 SK텔레콤 스타크래프트 II 프로리그 2014 통합 준우승
- 2015년 2월 SK텔레콤 스타크래프트 II 프로리그 2015 1라운드 우승
- 2015년 4월 SK텔레콤 스타크래프트 II 프로리그 2015 2라운드 4위
- 2015년 7월 SK텔레콤 스타크래프트 II 프로리그 2015 3라운드 우승
- 2015년 9월 SK텔레콤 스타크래프트 II 프로리그 2015 4라운드 준우승
- 2015년 10월 SK텔레콤 스타크래프트 II 프로리그 2015 감독상
- 2015년 10월 SK텔레콤 스타크래프트 II 프로리그 2015 통합 우승
- 2016년 3월 SK텔레콤 스타크래프트 II 프로리그 2016 1라운드 우승
- 2016년 5월 SK텔레콤 스타크래프트 II 프로리그 2016 2라운드 3위
- 2017년 4월 리그 오브 레전드 챔피언스 코리아 스프링 2017 5위
- 2017년 8월 리그 오브 레전드 챔피언스 코리아 서머 2017 5위
- 2017년 11월 2017 LoL KeSPA컵 12강
- 2018년 4월 리그 오브 레전드 챔피언스 코리아 스프링 2018 준우승
- 2018년 8월 리그 오브 레전드 챔피언스 코리아 서머 2018 3위
- 2018년 10월 리그 오브 레전드 월드 챔피언십 2018 8강
- 2020년 8월 리그 오브 레전드 챔피언스 코리아 서머 2020 4위